# Société des études romantiques et dix-neuviémistes
La Société des études romantiques et dix-neuviémistes (SERD) est une société savante de type association loi de 1901.

## Présentation
Fondée en 1970, la Société des études romantiques et dix-neuviémistes a pour objet l'étude interdisciplinaire du XIXe siècle à travers la littérature, les arts, les sciences, l'histoire culturelle et l'histoire de la langue et de faciliter, de coordonner ainsi que d'organiser les moyens de diffusion de ces recherches.
La Société des études romantiques et dix-neuviémistes édite depuis 1971 la revue Romantisme,, consultable sur Persée. Jusqu’en novembre 2011, elle rédige également son bulletin, Dix-neuvième siècle, édité par les éditions des Cahiers intempestifs. Puis, à partir de cette date, ce Bulletin est remplacé par Le Magasin du XIXe siècle, revue éditée par Lucie-éditions,. 
Présidée par Max Milner de 1970 à 1996, puis par Stéphane Michaud de 1997 à 2003, par Philippe Hamon de 2004 à 2012, puis par José-Luis Diaz, la Société organise des colloques et congrès autour de la thématique du XIXe siècle.
| Identité                           | Période | Période | Durée  |
| Identité                           | Début   | Fin     | Durée  |
| ---------------------------------- | ------- | ------- | ------ |
| Max Milner (1923 - 2008)           | 1970    | 1996    | 26 ans |
| Stéphane Michaud (en) (né en 1944) | 1997    | 2003    | 6 ans  |
| Philippe Hamon (né en 1940)        | 2004    | 2012    | 8 ans  |
| José-Luis Diaz (d) (né en 1943)    | 2012    |         |        |